# Eusebio Francesco Chini
Eusebio Francesco Chini, S.J. známý jako otec Kino (10. srpna 1645 Segno – 15. března 1711 Magdalena) byl italský římskokatolický duchovní, jezuita, misionář, geograf, kartograf a astronom.

## Život
Narodil se 10. srpna 1645 v Segnu jako syn Francesca a Margherity Luch.
Poté, co se zotavil z nemoci, která vážně narušila jeho dětství, studoval na jezuitské koleji v Trentu a poté v Hallu v Tyrolsku, kde se zvláště zajímal o matematiku a přírodní vědy. Dne 20. listopadu 1665 vstoupil do Tovaryšstva Ježíšova, aby splnil slib, který složil během své nemoci. Z oddanosti a díkůvzdání svatému Františku Xaverskému, který ho zázračně zachránil před smrtí, si zvolil jako své druhé jméno Francesco.
Ačkoli si přál odejít na Orient, byl pověřen založením misie na severní hranici Nového Španělska. Za tímto účelem vyplul ze Sevilly 3. května 1681. Po přistání ve Veracruzu si zřídil svou první základnu v Baja California, v zemi, která byla pro obyvatele Západu stále neznámá. Kvůli období velkého sucha musel roku 1685 odejít do Ciudad de México.
Roku 1687 odešel do Sonory, aby zde založil misii pro kmen Pima. Jakožto horlivý zastánce potřeby zlepšit životní podmínky domorodého obyvatelstva pracoval na hospodářském rozvoji Sonory, učil domorodé Američany metodám chovu hospodářských zvířat, práce se železem a pěstování rostlin. Jeho sláva se rychle rozšířila mezi domorodými kmeny. Všichni ho přijali, navzdory neustálým válkám. Pimové nazývali Chiniho „černým rolníkem“ kvůli barvě jeho roucha. Angažoval se v obraně důstojnosti sonorských Indiánů a mimo jiné se stavěl proti pracovním povinnostem, které jim španělská monarchie ukládala ve stříbrných dolech. To způsobilo řadu sporů s jeho spolupracovníky.
Vybudoval misie, které se táhly severovýchodně od Sonory v délce 240 kilometrů až k misii San Xavier del Bac poblíž Tucsonu v Arizoně. Sehrál významnou roli v návratu jezuitů do Kalifornie.
Zemřel 15. března 1711 v Magdaleně v Mexiku.

## Vědecká činnost
Otec Eusebio Chini byl také spisovatelem a autorem knih o astronomii a kartografii.
Během období, které strávil v Cádizu v očekávání svého odjezdu do Ameriky, mezi prosincem 1680 a únorem 1681 pozoroval průlet komety, kterou podrobně popsal v textu Spiegazioni astronomiche, který předběhl moderní astronomická pojednání. V Americe zdokonalil několik svých dovedností a znalostí: stal se zejména zkušeným astronomem, matematikem a tvůrcem map.

## Proces svatořečení
Proces byl zahájen 25. května 1971 v arcidiecézi Hermosillo. Dne 10. července 2020 uznal papež František jeho hrdinské ctnosti.